# Opel GTC Concept
El Opel GTC Concept es un prototipo de automóvil del fabricante alemán Opel que se presentó por primera vez al público en el Salón del Automóvil de Ginebra de 2007. Diseñado por Bryan Nesbitt, este coupé ofrece un adelanto del nuevo lenguaje de diseño de los modelos de Opel de fines de la década de 2000: el Opel Insignia, el Opel Astra I y el Opel Meriva B.

## Diseño exterior
En el frontal se destacan unas entradas de aire realizadas con bloques de aluminio esculpidos. Tanto los faros delanteros como son traseros son diodos emisores de luz. La parrilla frontal muestra un diseño diferente en relación con los modelos de serie, presidida por el rayo de Opel, su logotipo, con la palabra Opel grabada en mayúsculas en su parte superior.
En las puerta destaca un nervio en forma de "L". Carece de molduras de protección en las puertas, algo lógico en un automóvil conceptual. La parte trasera recuerda a la del Astra H GTC. El GTC Concept lleva un pequeño alerón y dos tubos de escape.

## Diseño interior
El GTC Concept adelanta también los interiores de los futuros Opel. Muestra relojes en color rojo y un salpicadero totalmente de nuevo diseño, y unos asientos tipo bacquet adornados con una línea roja, al igual que el volante.
Destaca el sistema Flex-4, sistema que permite convertir esconder las plazas traseras y ofrecer un compartimento de carga totalmente plano.

## Motor
El GTC Concept es propulsado por un motor de gasolina V6 de 2,8 litros de cilindrada turboalimentado, que desarrolla 300 CV (220 kW) de potencia máxima. Está acoplado a una caja de cambios manual de seis velocidades. El par máximo es de 400 Nm y está disponible entre las 1850 y las 4500 rpm, y se calcula que la aceleración de 0 a 100 km/h será de unos 6 segundos. La velocidad máxima está limitada a 250 km/h.
A diferencia de lo habitual en los automóviles conceptuales, el GTC Concept fue concebido para poder circular, y su motor y sistema de tracción integral funcionan.
- Datos: Q2025166
- Multimedia: Opel GTC Concept / Q2025166